# ガブリエル・カズベギ
ガブリエル・カズベギス・ゼ・カズベギ（グルジア語: გაბრიელ ყაზიბეგის ძე ყაზბეგი、グルジア語ラテン翻字: Gabriel Kazibegis dze Kazbegi、1760年代 – 1817年3月10日）は、ジョージアの貴族、カズベギ家当主、ヘヴィ地方の統治者。ロシア帝国の軍人。姓はカズベギシヴィリ（グルジア語: ყაზიბეგიშვილი、グルジア語ラテン翻字: Kazibegishvili）とも表記することがある。実姓はチョピカシヴィリ（グルジア語: ჩოფიკაშვილი、グルジア語ラテン翻字: Chopikashvili）。

## 生涯
ガブリエルは、ステパンツミンダのモウラヴィであったカズベグ・チョピカシヴィリの息子として、1760年代に誕生した。父親が没すると、1788年にカルトリ・カヘティ王国の国王エレクレ2世は、ガブリエルをステパンツミンダのモウラヴィに任命した。ガブリエルはダリアリ渓谷を保護し、ロシアとジョージアを結ぶ道路の安全を確保する責務を負った。1801年にロシア帝国がカルトリ・カヘティ王国を併合すると、ガブリエルの政治的立場は急進的に向上した。ガブリエルはモウラヴィとして、ジョージアにおけるロシア軍の移動を支援した。この功績により、ガブリエルには金のメダルが授与され、1803年に少佐となった。この時期、ガブリエルは姓として「カズベギ」を名乗り始めた。そしてロシアの担当者によると、ステパンツミンダの村もまた同じく「カズベギ」と呼ばれるようになった。
ガブリエルはヘヴィ地方の峡谷で大きな権威を保持した。1804年に発生したムティウレティ反乱では、ロシア軍に協力して反乱の抑え込みを支援した。1812年のカヘティ蜂起でも、ロシアに忠実を尽くした。息子のミヘイルとニコロズは、ともにロシア軍に従事した。
1817年3月10日に死去。ステパンツミンダの聖母教会に埋葬された。

## エルグジャ
ガブリエルは、作家アレクサンドレ・カズベギの祖父である。アレクサンドレの小説『エルグジャ』の登場人物「スヴィモン・チョピカシヴィリ」は、ガブリエルがモデルとなっている。